# Francisco Javier Pongilioni Varela
Francisco Javier Pongilioni Varela (Jerez de la Frontera, España, 1872 - Argentina, 1922) fue un médico español. 

## Biografía
Hijo de Francisco Pongilioni, comerciante, y Milagros Varela. Se casó en 1908, en Jerez, con Ana María Barrera García, emigrando a continuación a la Argentina, en 1909. 
Se doctoró en la Facultad de Medicina de Madrid con la tesis titulada: Breves consideraciones acerca de la dacriocistitis.Trabajo que se publicó en el establecimiento tipográfico de Crespo Hermanos, de Jerez de la Frontera, en 1899. 
Fue Secretario del Comité Provincial de Jerez de la Frontera en el XIV Congreso Internacional de Medicina, celebrado en Madrid, en abril de 1903. Este comité provincial estaba formado por los doctores de Jerez: Francisco Terán Salguero, José Carrasco Sancho, Fermín Aranda y Juan Luis Durán.
Entre 1906 y 1907 dirigió la revista quincenal de Medicina, Cirugía, Farmacia y Ciencias Auxiliares, El Confidente de las Ciencias Médicas, editada en Jerez. Revista integrada en la Asociación Nacional de Prensa Médica.
La asociación cultural Cine-Club Popular de Jerez ha solicitado al Ayuntamiento de Jerez  una calle con su nombre.

## Obras
- Vocabulario de sintomatología. Jerez de la Frontera, 1895.
- Creencias populares que perjudican a la Medicina. El Guadalete, n.º 13.084. Jerez de la Frontera, 1898.
- Sarcoma o quiste. El siglo médico, n.º 2360. Madrid, 1899.
- El esqueleto. El siglo médico, n.º 2.370. Madrid, 1899.
- Etiología y patología de la dacriocistitis. Revista iberoamericana de Ciencias Médicas, n.º 3. Madrid, 1899.[1]
- Estudio de la Rija. Est. tipográfico Crespo Hnos. Jerez, 1900.[2]
- Escala optométrica. Litografía jerezana. Jerez de la Frontera, 1906.

## Referencias

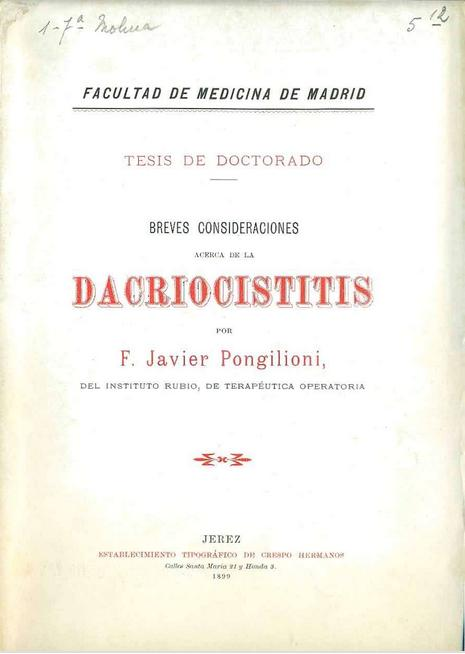
Etiología y patología de la dacriocistitis.

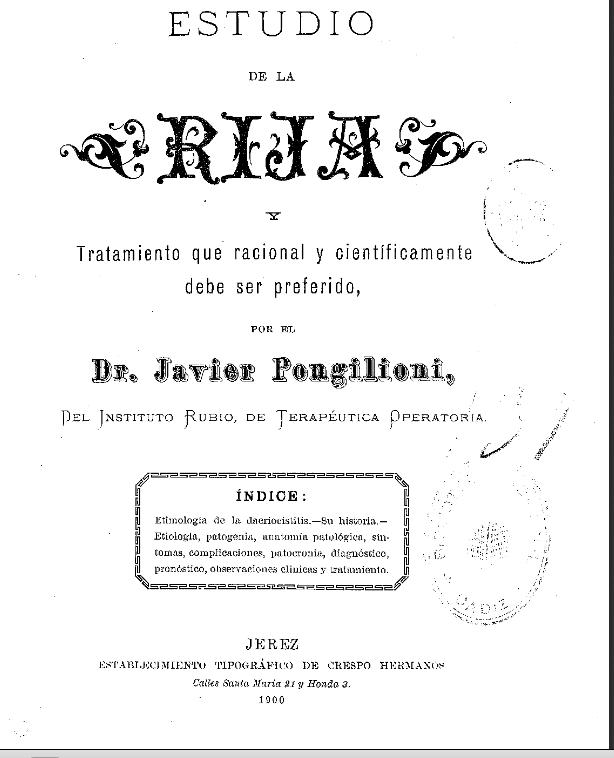
Estudio de la Rija.